# Tendosphaera verrucosa
Tendosphaera verrucosa là một loài chân đều trong họ Tendosphaeridae. Loài này được Verhoeff miêu tả khoa học năm 1930.